# Xestospongia testudinaria
Xestospongia testudinaria (reuzenvaasspons, grote kelkspons of tonspons) is een sponsdiersoort die behoort tot de klasse van de Demospongiae of hoornsponzen. Er worden twee ondersoorten onderscheiden: de nominaatvorm Xestospongia testudinaria testudinaria, en Xestospongia testudinaria fistulophora.
De soort komt voor op grotere dieptes langs rifwanden van de Stille en Indische Oceaan. Het tonvormige lichaam is opgebouwd uit een skelet van naalden en hoornvezels of alleen van hoornvezels. Deze sponzen kunnen zeer grote afmetingen van wel 1-2 meter bereiken, en vormen een onderkomen voor allerlei kleine ongewervelde dieren.